# Kasenberg
Kasenberg är en småort strax norr om Åmål i Åmåls kommun i Dalsland. Kasenberg ligger vid västra sidan om E45.